# أدولف نيلسن
أدولف نيلسن (بالنرويجية البوكمول: Adolf Nilsen)‏ هو مجدف نرويجي، ولد في 3 مارس 1895 في ستافانغر في النرويج، وتوفي في أكتوبر 1983 في وستمنستر في الولايات المتحدة.

## وصلات خارجية
- أدولف نيلسن على موقع الاتحاد الدولي للتجديف (الإنجليزية)
- أدولف نيلسن على موقع اللجنة الأولمبية الدولية (الإنجليزية)
- أدولف نيلسن على موقع أوليمبيديا (الإنجليزية)